# Kevin Barry (IRA-Mitglied)

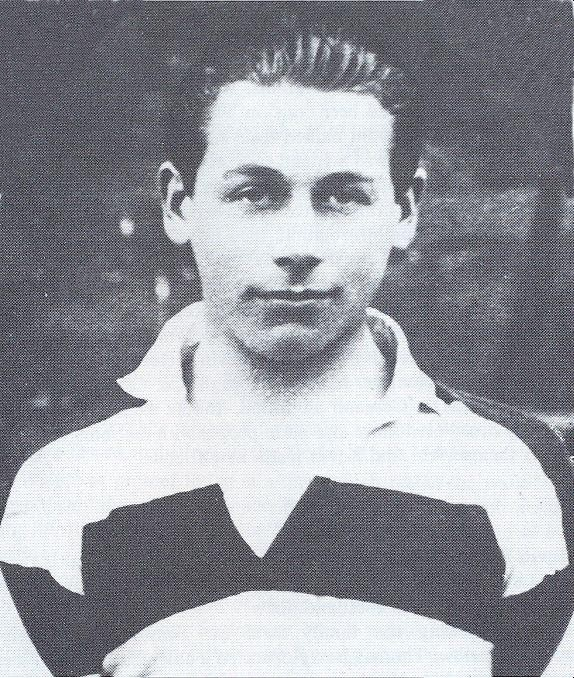
Kevin Barry

Kevin Gerard Barry (irisch Caoimhín de Barra; * 20. Januar 1902 in Dublin; † 1. November 1920 ebenda) war ein Freiwilliger der Irisch-Republikanischen Armee (IRA) während des Irischen Unabhängigkeitskrieges. Er wurde für seine Teilnahme an einem Feuergefecht mit britischen Soldaten, bei dem drei Soldaten getötet wurden, zum Tode verurteilt und hingerichtet.

## Jugend
Die Eltern von Kevin Barry kamen aus dem County Carlow; sie hatten einen Milchladen in Dublin. Er hatte sechs Geschwister. Sein Vater starb, als er sechs Jahre alt war, und seine Mutter zog nach Carlow, wo er zunächst auch die Schule besuchte. Später war er auf dem St Mary's College, Dublin und danach am Belvedere College in Dublin. 1919 begann er am University College Dublin (UCD) ein Medizinstudium. Er spielte sowohl Rugby als auch Hurling.

## Irish Volunteer und IRA
Noch bevor er sein Studium begann, trat er den Irish Volunteers bei, aus der sich die IRA entwickelte. Er war Mitglied des 1. Battalions der Dubliner Brigade, mit der er im Sommer 1920 an zwei erfolgreichen Überfällen zur Beschaffung von Waffen beteiligt war.
Bei einem weiteren Überfall kam es zu Schusswechseln, wobei ein britischer Soldat sofort getötet wurde und zwei andere später an den Verletzungen starben. Kevin Barry wurde verhaftet.

## Gefangenschaft und Hinrichtung
Bei den Verhören weigerte er sich, Namen seiner Kameraden preiszugeben. Nach eigenen Aussagen wurde er deshalb gefoltert. Bei der Gerichtsverhandlung weigerte er sich, das Gericht anzuerkennen, da er sich als Soldat sah und nicht als gewöhnlicher Verbrecher. Am 20. Oktober 1920 wurde er als Erster unter dem neuen Restoration of Order in Ireland Act zum Tode verurteilt und trotz zahlreicher Petitionen zu seiner Begnadigung am 1. November im Mountjoy Gaol in Dublin gehängt.

## Nachwirkungen

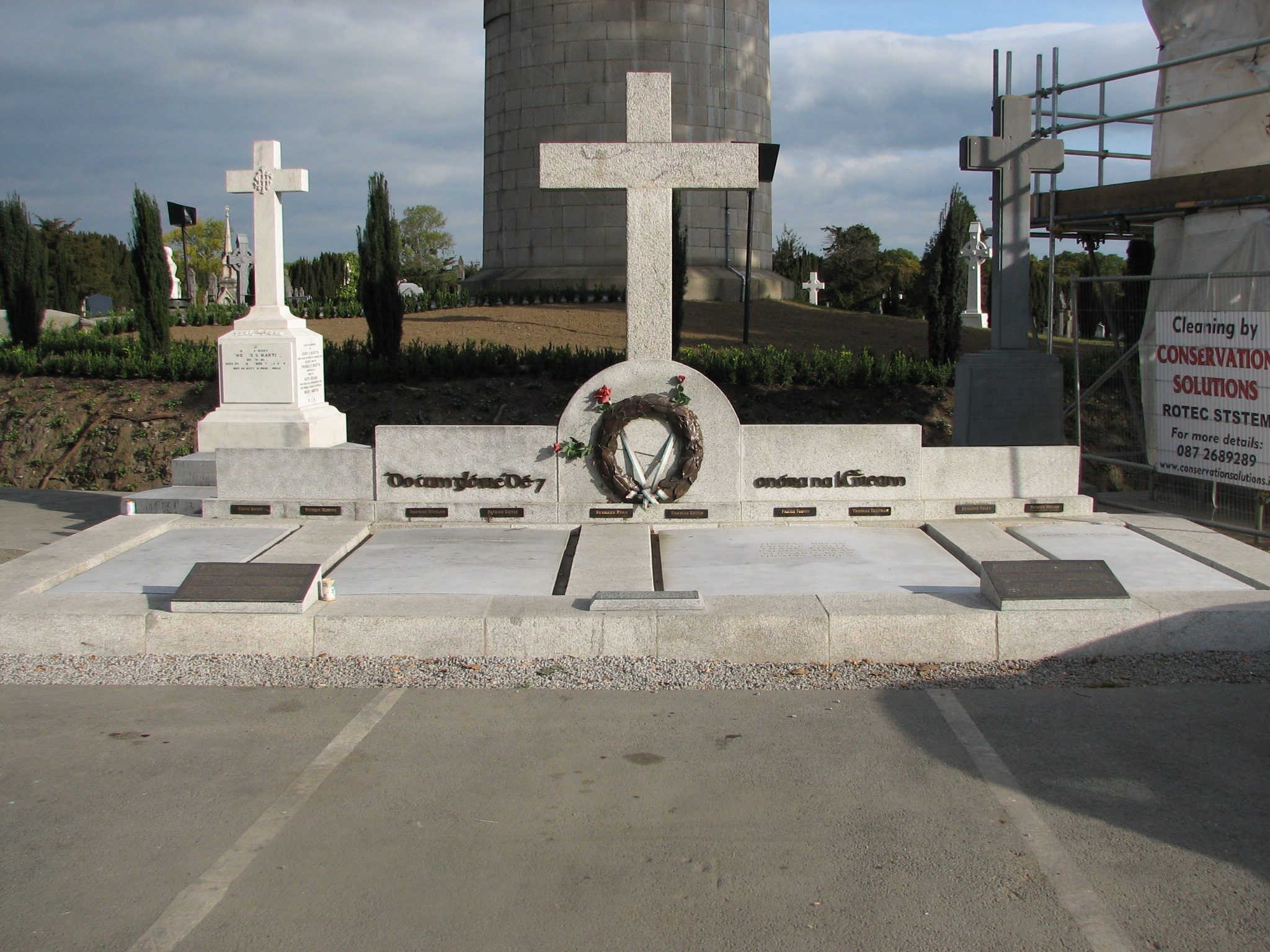
Grab von Kevin Barry (vorn links) in Glasnevin

Kevin Barry war der Erste, der seit der Hinrichtung der Führer des Osteraufstands 1916 hingerichtet wurde. Wenige Tage vorher war der Bürgermeister von Cork, Terence MacSwiney, in einem britischen Gefängnis nach einem Hungerstreik gestorben. Diese beiden Ereignisse führten zu einer Eskalation des Unabhängigkeitskrieges bis zum Waffenstillstand im Sommer 1921.
Schon kurze Zeit nach seinem Tod wurde eine bekannte Ballade über ihn verfasst.
In der North King Street / Church Street in Dublin, wo Kevin Barry verhaftet wurde, sind zwei Wohnblocks nach ihm benannt.
Am UCD gibt es eine Glasmalerei des Harry-Clarke-Studios, das Kevin Barry zeigt.
Die irische Post gab zum 50. Jahrestag der Hinrichtung eine Sondermarke heraus.
Kevin Barry wurde innerhalb der Gefängnismauern begraben. Dort wurden später noch weitere von den britischen Behörden hingerichtete IRA-Mitglieder begraben. Am 4. Oktober 2001 wurden diese umgebettet und erhielten ein Staatsbegräbnis in Dublins Glasnevin Cemetery.
Seine Exekution wird in dem Lied „Rifles of the IRA“ erwähnt.